# Sky at Night
Sky at Night è il quinto album in studio del gruppo rock britannico I Am Kloot, pubblicato nel 2010.

## Tracce
Tutte le tracce sono state scritte da John Bramwell.

1. Northern Skies – 4:04
2. To the Brink – 4:18
3. Fingerprints – 4:33
4. Lately – 3:56
5. I Still Do – 3:02
6. The Moon Is a Blind Eye – 4:07
7. Proof – 2:51
8. It's Just the Night – 3:00
9. Radiation – 6:11
10. Same Shoes – 3:20